# 亞利馬太的約瑟
亞利馬太的約瑟或譯阿黎瑪特雅人若瑟，是新約聖經中的人物，依福音書的記載，在耶穌在十字架上被釘死後，亞利馬太的約瑟提供了自己的墳墓給耶穌安葬用，上述的事件在新約四福音書中都有記載。

## 福音書中的描述
亚利马太的約瑟（Joseph of Arimathaea）是一位住在羅馬帝國猶太行省的猶大山地亞利馬太的財主，而且可能是猶太公會中的一員。依馬可福音15章43節的記載，約瑟「是尊貴的議士，也是等候神國的。」，《馬太福音》第27章第57-60节沒有提到他是議士，只提到他是財主，也是耶穌的門徒。《約翰福音》第19章第38节提到他「只因怕猶太人，就暗暗的作門徒」。當約瑟聽到耶穌的死訊後，他大膽的去見羅馬總督彼拉多，領了耶穌的身體
彼拉多經由一名百夫長（羅馬軍隊指揮官）確認耶穌已死，因此答應了約瑟的請求，約瑟立刻買了細麻布，去各各他要將耶穌的身體從十字架上取下來，然後約瑟和尼哥底母將耶穌的身體用細麻布包裹，且加上尼哥底母買的沉香和沒藥。耶穌的身體放在約瑟為自己預備的墳墓中，是一個石頭鑿成的墳墓。因為安息日近了，他們很快的埋葬了耶穌。

## 敬奉
亞利馬太的約瑟被天主教會、信義宗、正教會及部份聖公宗敬奉。西方教會的慶節是在3月17日，而東正教會及信義宗的慶節則是在7月31日。

## 亞利馬太
在《路加福音》第23章第50节提到亞利馬太是猶太的一座城，此外在聖經中沒有再提及亞利馬太，一般認為亞利馬太可能就是拉姆拉或是拉瑪瑣非，後者是聖經舊約的先知撒母耳父母的家鄉，也是後來大衛去見撒母耳的地方。